# Václav Noid Bárta
Václav Noid Bárta, né le 27 octobre 1980 à Prague en Tchéquie, est un chanteur de Rock, auteur compositeur, acteur et mannequin tchèque.
Le 1er février 2015, il est choisi en interne par la chaîne nationale tchèque, en duo avec la chanteuse Marta Jandová, pour représenter la Tchéquie au Concours Eurovision de la chanson 2015 à Vienne, en Autriche avec la chanson Hope Never Dies (L'espoir ne meurt jamais). Ils participent à la seconde demi-finale, le 21 mai 2015, où ils terminent 13e et ne sont pas qualifiés pour la finale.